# Philip Fisher
Philip Arthur Fisher (* 8. September 1907 in San Francisco; † 11. März 2004 in San Mateo) war ein Wertpapieranalyst und Vermögensverwalter.
Mit der Veröffentlichung seines Buches Common Stocks and Uncommon Profits im Jahr 1958 schrieb er eines der meistverkauften Bücher im Bereich der privaten Geldanlage. Sein Werk beeinflusste maßgeblich die Investmentstrategie von Geschäftsleuten wie Warren Buffett und Charles Munger.
Fishers Sohn Ken Fisher ist Gründer und CEO von Fisher Investments, einem Vermögensverwalter in den USA.

## Wirken und Einfluss Fishers
Common Stocks and Uncommon Profits ist das bekannteste der drei Bücher Philip Fishers. Es gilt als seine Antwort auf die beiden Bücher des „Dekans der Wall Street“, Benjamin Graham, der durch die Veröffentlichung von Security Analysis (1934, gemeinsam mit David Dodd) und The Intelligent Investor (1949) als Vater der Fundamentalanalyse gilt. Im Gegensatz zu Graham vertrat er die Ansicht, dass der günstige Preis eines Wertpapiers nicht unbedingt so wichtig sei, wenn ein wirklich hervorragendes Unternehmen mit bewiesener Profitabilität und obendrein ausgezeichneten Wachstumsaussichten dahinter stünde. Für ihn waren die Integrität des Managements und eine beständige Weiterentwicklung des Unternehmens, um sich von der Konkurrenz abzusetzen, viel wichtigere Faktoren als ein niedriger Aktienkurs beim Kauf von Wertpapieren. Nach ihm war es nicht ausschlaggebend, ob man beim Kauf durch Zuwarten ein paar Prozente spart, wenn sich der Kurs einer Aktie, analog der Gewinne des Unternehmens, über Jahre und Jahrzehnte vervielfacht. Bemerkenswert war auch sein Fokus auf eine möglichst lange Haltedauer der Geschäftsanteile, wobei Warren Buffett später in Anlehnung an Fisher einmal selbst von sich sagte: „Our favorite holding period is forever.“ (z. dt. etwa: „Unsere bevorzugte Haltefrist (für Aktien) ist für immer.“) Fishers berühmtestes Investment war wohl der Kauf von Motorola-Aktien in den 1950er Jahren als das Unternehmen noch ein kleiner Radio-Hersteller war. Er hielt an den Aktien bis zu seinem Tod fest, wobei er über die Jahrzehnte einen mehr als beeindruckenden Wertzuwachs erzielen konnte.

## Veröffentlichungen (Auswahl)
- Common Stocks and Uncommon Profits. Harper & Bros., New York 1958, OCLC 560808655.
- Conservative Investors Sleep Well. Harper & Row, New York 1975, ISBN 0-0601-1256-5.
- Developing an Investment Philosophy. (= Monograph. [Financial Analysts Research Foundation], Nr. 10.), The Financial Analysts Research Foundation, Charlottesville 1980, OCLC 6747097.
- Die Profi-Investment-Strategie. Mit Philip A. Fishers Investment-Regeln zum Erfolg. TM Börsenverlag AG, Rosenheim, 3. Auflage 2013, ISBN 978-3-930851-73-7.